# Parker Motor Car
Parker Motor Car Co. Ltd. war ein kanadischer Hersteller von Automobilen.

## Unternehmensgeschichte
Das Unternehmen wurde 1921 in Montreal gegründet. Alexander Bertram war Präsident. 1922 begann die Produktion von Automobilen. Der Markenname lautete Parker, nach dem Vizepräsidenten W. H. Parker. 1923 endete die Produktion. Insgesamt entstanden weniger als zehn Fahrzeuge.

## Fahrzeuge
Die Fahrzeuge basierten auf Modellen von Birmingham Motors Corporation aus den USA. Ein Sechszylindermotor von Continental trieb die Fahrzeuge an. Die meisten waren als Limousine karossiert.